# Riksväg 90
Der Riksväg 90 ist eine schwedische Fernverkehrsstraße in Västernorrlands län und Västerbottens län. 

## Verlauf
Die Straße zweigt in Utansjö nördlich von Härnösand nach Nordnordwesten vom Europaväg 4 ab und verläuft über Bollstabruk, wo der Länsväg 333 abgeht, und Sollefteå, wo der von Länsväg 335 und der Riksväg 87 einmünden, und weiter den Fluss Ångermanälven aufwärts über Näsåker und Junsele (dort Abzweig des Länsväg 346) nach Åsele. Dort kreuzt sie den auch als Konstvägen sju älvar (Kunstweg sieben Flüsse) bekannten Riksväg 92. Von Åsele aus führt sie weiter zum Europaväg 45 (Inlandsvägen), der in Meselefors erreicht wird. 
Die Länge der Straße beträgt 244 km.